# فريد أبوستولي
فريد أبوستولي (بالإنجليزية: Fred Apostoli)‏ مواليد 02 فبراير 1913 في سان فرانسيسكو - الوفاة 29 نوفمبر 1973 في سان فرانسيسكو، كان ملاكم أمريكي سابق صنّف ضمن فئة الوزن المتوسط.

## إحصائيات
خاض خلال مسيرته 72 نزالا، فاز في 61 وتعادل في 1 وخسر في 10. فاز بالضربة القاضية في 31 نزالا.

## روابط خارجية
- فريد أبوستولي على موقع بوكس ريك (الإنجليزية) (registration required)